# Cunegundes da Eslavônia

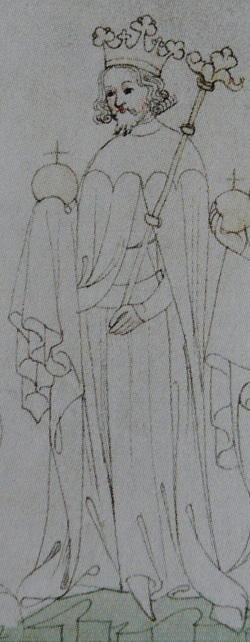
Representação de Otacar II da Boêmia

Cunegundes da Eslavônia ou Cunegundes Rostislavna (em tcheco: Kunhuta Haličská; 1245 - Praga, 9 de setembro de 1285)  foi rainha da Boémia e regente de  1278 até à sua morte. Era um membro da Casa de Czernicóvia e filha do governante da Eslavônia.

## Literatura
- CHARVÁTOVÁ, Kateřina. Václav II. Král český a polský. Praha : Vyšehrad, 2007. ISBN 978-80-7021-841-9.
- ŠAROCHOVÁ, Gabriela V. Radostný úděl vdovský. Královny-vdovy přemyslovských Čech. Praha : Dokořán, 2004. ISBN 80-86569-24-1.